# William Wright (orientalista)

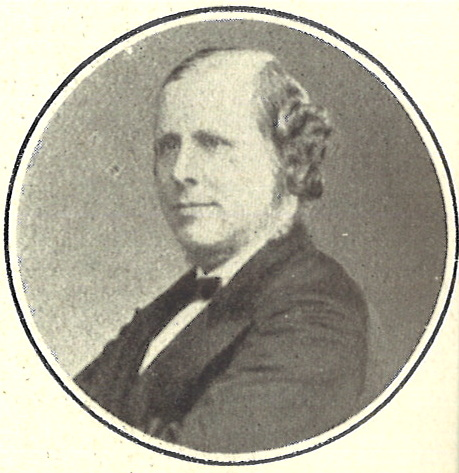
William Wright

William Wright (Bengália, 1830. január 17. – Cambridge, 1889. május 22.) angol orientalista.

## Élete
Tanulmányait a hallei egyetemen végezte. 1855-ben tanár lett Londonban, 1856-ban Dublinban, 1869-ben cambridge-i tanár és a British Museum kéziratainak őre. 1870-től 1889-ben bekövetkezett haláláig az arab nyelv professzora volt a cambridge-i egyetemen.

## Munkái
- The travels of Ibn Jubaier (Leijda, 1851)
- Analectes sur l'histoire et la littérature des Arabes d'Espagne par al-Makkari (Dozy, Dugat és Krehllel együtt, uo. 1855-61)
- The Kamil of el-Mubarrad (Lipcse, 1864)
- Arabic reading-book (London, 1870)
- Catalogue of Syriac Manuscripts in the British Museum, acquired since the year 1838 (3 kötet, uo. 1870)
- The empire of the Hittites (1886)
- A grammar of the Arabic language (3. kiad.). Sajtó alá rendezte Smith-Goeje (1. köt., Cambridge, 1896)